# Dieci (Annalisa)
Dieci è un singolo della cantante italiana Annalisa, pubblicato il 3 marzo 2021 come primo estratto dalla ristampa del settimo album in studio Nuda10.
Il brano è stato eseguito per la prima volta dalla cantante durante la prima serata del Festival di Sanremo 2021, dove si è classificato al 7º posto.

## Descrizione
Il brano, scritto nel corso delle misure di confinamento imposte dalla pandemia di COVID-19 nel 2020, racconta l'amore della cantante per la musica. Riguardo al significato del testo, la stessa Annalisa ha dichiarato:

## Accoglienza
Accolto dalla critica musicale italiana con recensioni miste, Dieci è stato descritto da Simone Zani di All Music Italia come un «abbandono della sperimentazione degli ultimi degli album Nuda e Bye Bye», risultando «musicalmente gradevole in cui si riconosce la cifra stilistica di Davide Simonetta che ben si sposa con un'interpretazione precisa ed emozionale della cantante». La giornalista Carmen Guadalaxara de Il Tempo commenta il lavoro dell'artista come «un classico convincente complice una voce potente e sensuale». Secondo Valentina Caiani di GQ Italia «Dieci, leggendone il testo, è infatti il numero che scandisce i tentennamenti davanti alla fine di una relazione» applaudendo «la grande precisione emotiva» dell'artista; segue il medesimo pensiero Silvia Danielli per Billboard Italia, che denota il tono «confortante» del testo, sebbene non risulti «stupefacente».
Francesco Prisco riporta una recensione meno entusiasta per Il Sole 24 Ore, dando una votazione di cinque punti su dieci, affermando che si tratta di un classico del festival, stilisticamente ferma ad una «ballad numerologica». Fabrizio Biasin per Libero denota che Dieci risulta «già sentito» all'interno del panorama musicale dell'artista e del festival. Rolling Stone Italia segue i commenti dei critici affermando che si tratti di un brano «medio e un po' risaputo» a causa dei metodi scelti per «la scrittura, l'interpretazione, l'arrangiamento».

## Video musicale
Il video, diretto da Giacomo Triglia, è stato reso disponibile in concomitanza all'uscita del singolo attraverso il canale YouTube della Warner Music Italy e ha visto la partecipazione dell'attore Riccardo Mandolini. È stato girato quasi interamente all'interno della metropolitana di Brescia.

## Tracce
Testi e musiche di Annalisa Scarrone, Davide Simonetta, Paolo Antonacci e Dargen D'Amico.
1. Dieci – 3:18

## Classifiche

### Classifiche settimanali
| Classifica (2021) | Posizione massima |
| ----------------- | ----------------- |
| Italia            | 7                 |

### Classifiche di fine anno
| Classifica (2021) | Posizione |
| ----------------- | --------- |
| Italia            | 59        |